# Ralph Liguori
Ralph Liguori (New York, 10 oktober 1926 – Tampa (Florida), 22 juli 2020) was een Amerikaans autocoureur. 
Hij schreef zich tussen 1959 en 1968 zesmaal in voor de Indianapolis 500, waarbij de eerste editie ook onderdeel was van het Formule 1-kampioenschap, maar wist zich geen enkele keer te kwalificeren. Hierna stapte hij over naar de NASCAR, waar hij in totaal 76 races reed.
Liguori overleed in 2020 op 93-jarige leeftijd.